# Markus Schairer
Markus Schairer –también conocido como Max Schairer– (Bludenz, 4 de julio de 1987) es un deportista austríaco que compitió en snowboard, especialista en la prueba de campo a través.
Ganó dos medallas en el Campeonato Mundial de Snowboard, oro en 2009 y plata en 2013. Adicionalmente, consiguió una medalla de plata en los X Games de Invierno.

## Medallero internacional
| Campeonato Mundial | Campeonato Mundial              | Campeonato Mundial | Campeonato Mundial |
| Año                | Lugar                           | Medalla            | Prueba             |
| ------------------ | ------------------------------- | ------------------ | ------------------ |
| 2009               | Hoengseong (Corea del Sur)      | Medalla de oro     | Campo a través     |
| 2013               | Stoneham-et-Tewkesbury (Canadá) | Medalla de plata   | Campo a través     |

| X Games de Invierno | X Games de Invierno    | X Games de Invierno | X Games de Invierno |
| Año                 | Lugar                  | Medalla             | Prueba              |
| ------------------- | ---------------------- | ------------------- | ------------------- |
| 2008                | Aspen (Estados Unidos) | Medalla de plata    | Campo a través      |